# Podol
Podol (persisch پدل) ist ein Dorf im Dehestan Mehran, im Bachsch Zentral des Verwaltungsbezirks Bandar-Lengeh in der Provinz Hormozgan im Iran. Nach der Volkszählung aus dem Jahr 2006 betrug die Bevölkerung 1250 Personen in 240 Familien.